# Something to Say (The Sheer)
Something to Say is een nummer van de Nederlandse band The Sheer uit 2004. Het is de eerste single van hun debuutalbum The Keyword Is Excitement.
"Something To Say" is voor het eerst te horen in 2001 op 3FM in het programma "Isabelle" van Isabelle Brinkman, wanneer The Sheer daar te gast is. Als debuutsingle is de titel veelzeggend, het nummer  gaat over een schreeuw om aandacht. Het nummer haalde slechts de 6e positie in de Nederlandse Tipparade, maar het nummer werd er wel een radiohit.